# Holoplatys complanatiformis
Holoplatys complanatiformis is een spinnensoort uit de familie springspinnen (Salticidae). De soort komt voor in Queensland en New South Wales, Australië.